# Hawa Abdi
Hawa Abdi (17. května 1947 Mogadišo – 5. srpna 2020) byla somálská lékařka a právnička, zakladatelka centra pro uprchlíky a humanitární pracovnice.
Když bylo Hawě 12 let, zemřela její matka v důsledku gynekologických komplikací. Tato skutečnost v ní probudila zájem o studium medicíny. V roce 1964 získala Hawa stipendium Sovětského svazu pro zahraniční studenty. Na lékařské fakultě Kyjevské univerzity obhájila titul v roce 1971. Následujícího roku zahájila na Somálské národní univerzitě v Mogadišu studium práva, které úspěšně zakončila v roce 1979.
Roku 1983 založila Hawa Abdi na rodinných pozemcích severně od Mogadiša malou nemocnici, aby zpřístupnila gynekologickou péči venkovským ženám, které se jen obtížně dostávaly do města. Malá jednomístná budova se však během let rozrostla v kliniku se 400 lůžky a větším množstvím oddělení.

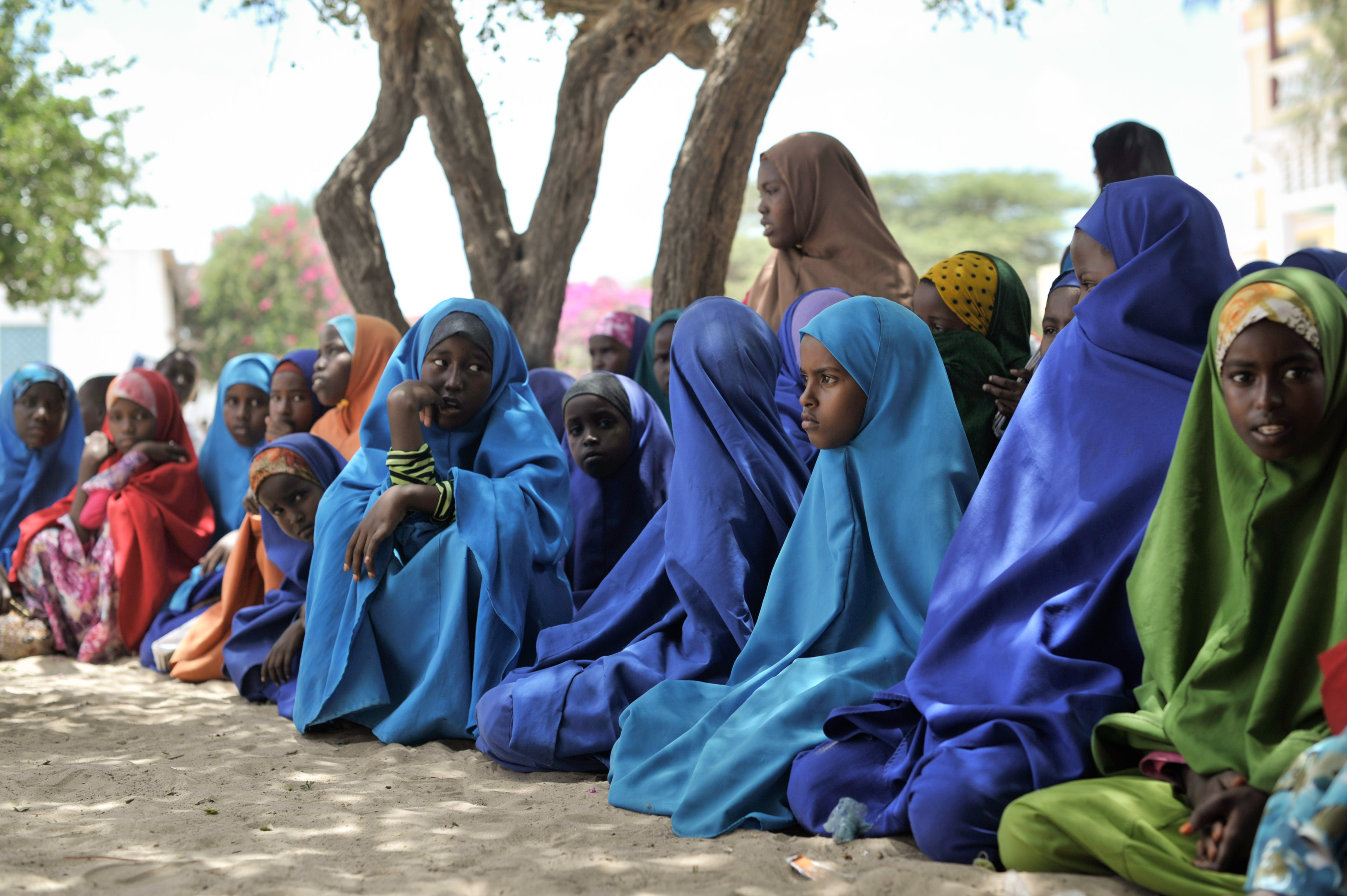
Děti v uprchlickém táboře na pozemcích Hawy Abdiové

Po začátku somálské občanské války v roce 1991 začaly nemocnici vyhledávat i lidé, postižení válečným konfliktem. Zraněným i zdravým osobám bylo umožněno zůstat na rodinných pozemcích, a tak se okolí nemocnice brzy proměnilo ve velký uprchlický tábor, který zůstává v provozu až do současnosti. V roce 2011 jej obývalo na 90 000 lidí. Kromě nezbytného lékařského ošetření je pro dětské uprchlíky k dispozici škola. Přilehlé pozemky slouží k pěstování zemědělských plodin a chovu dobytka pro potřeby tábora. S chodem nemocnice i celého tábora pomáhá více než stovka zaměstnanců, mezi nimi i Hawiny dcery, obě též lékařky. Provoz také podporuje organizace Lékaři bez hranic.
Mimo jiná ocenění byla  v roce 2012 navržena na Nobelovu cenu za mír.

## Rodina
První manželství, uzavřené ještě v pubertě, bylo po krátkém soužití rozvedeno. Z druhého manželství, které Hawa Abdi uzavřela v roce 1973, se narodily dcery Amina, Deqo a syn Ahmed.